# Rosenborg BK
Rosenborg BK (RBK) (norska: Rosenborg Ballklub) är en fotbollsklubb i Trondheim i Norge, grundad 1917. Klubben har blivit seriesegrare 26 gånger och vunnit den norska cupen tolv gånger. Rosenborg har varit med i gruppspelet i Uefa Champions League elva gånger. Klubben spelar sina hemmamatcher på Lerkendal stadion.

## Historia
Klubben grundades den 19 maj 1917 under namnet SK Odd, men bytte namn till Rosenborg BK 1927, eftersom klubbnamnet Odd var upptaget. Från 1960 har RBK varit en av de stora klubbarna i Norge. 1967 vann klubben sitt första seriemästerskap. RBK dominerade norsk herrfotboll i många år på 1990-talet och början av 2000-talet. Också senare har klubben haft stora framgångar. Bland annat vann man 2015 och 2016 "dubbeln", alltså både serie och cup i Norge. Det var första gången en klubb gjorde det i norsk fotbollshistoria.
Rosenborg har även haft framgångar i Uefa Champions League. Efter att för första gången ha kvalat in sig till gruppspelet säsongen 1995/96 hemmaslog man bland annat Legia Warszawa och Blackburn Rovers. Säsongen 1996/97 fortsatte framgångarna med borta- och hemmasegrar mot IFK Göteborg, och i sista omgången av gruppspelet slog man Milan med 2–1 på San Siro och gick till kvartsfinal, där man dock åkte ur mot Juventus. Efter det var RBK med i gruppspelet alla säsonger fram tills säsongen 2007/08, utom 2003/04 och 2006/07, och på vägen noterade man segrar mot storklubbar som Real Madrid, Valencia och Borussia Dortmund.
Endast Porto och Manchester United har deltagit i moderna Uefa Champions League fler gånger än Rosenborg. Tränaren Nils Arne Eggen brukar få stor del av äran att RBK blev så överlägsna inom nordisk klubbfotboll. Klubben har satt sig ett gemensamt mål om att på obestämd tid nå topp 30 på Uefas klubbranking, där klubben låg under sin guldålder på slutet av 1990-talet.
2014 skrev tränaren Kåre Ingebrigtsen under ett treårskontrakt med klubben.

## Meriter
- Seriemästare (26): 1967, 1969, 1971, 1985, 1988, 1990, 1992, 1993, 1994, 1995, 1996, 1997, 1998, 1999, 2000, 2001, 2002, 2003, 2004, 2006, 2009, 2010, 2015, 2016, 2017, 2018[1]
- Cupmästare (12): 1960, 1964, 1971, 1988, 1990, 1992, 1995, 1999, 2003, 2015, 2016, 2018[1]
- Mesterfinalen (3): 2010, 2017, 2018
- Intertotocupen (1): 2008
- Gruppspelet i Uefa Champions League (11): 1995/96, 1996/97, 1997/98, 1998/99, 1999/00, 2000/01, 2001/02, 2002/03, 2004/05, 2005/06, 2007/08
- Publikrekord: 28 569 mot Lillestrøm 1985

## Spelare
| 1  | Norge | Sander Tangvik  | 29 november 2002 | Rosenborg BK          |
| 12 | Norge | Rasmus Sandberg | 23 april 2001    | Stjørdals-Blink (-24) |

| 2  | Norge     | Erlend Dahl Reitan      | 11 september 1997 | Rosenborg BK          |
| 4  | Danmark   | Luka Racic              | 8 maj 1999        | Volos (-24)           |
| 15 | Danmark   | Jonas Mortensen         | 16 januari 2001   | Esbjerg (-25)         |
| 16 | Norge     | Aslak Fonn Witry        | 10 mars 1996      | Ludogorets (-25)      |
| 19 | Norge     | Adrian Pereira          | 31 augusti 1999   | PAOK (-21)            |
| 21 | Slovakien | Tomáš Nemčík            | 19 april 2001     | Žilina (-24)          |
| 23 | Norge     | Ulrik Yttergård Jenssen | 17 juli 1996      | FC Nordsjælland (-23) |
| 38 | Norge     | Mikkel Konradsen Ceïde  | 3 september 2001  | Rosenborg BK          |
| 50 | Norge     | Håkon Singsdal Volden   | 25 maj 2007       | Rosenborg BK          |

| 5  | Palestina (stat) | Moustafa Zeidan     | 7 juni 1998      | Malmö FF (lån) |
| 6  | Finland          | Santeri Väänänen    | 1 januari 2002   | HJK (-23)      |
| 7  | Norge            | Simen Bolkan Nordli | 25 december 1999 | Randers (-25)  |
| 8  | Norge            | Iver Fossum         | 15 juli 1996     | Kortrijk (-25) |
| 10 | Norge            | Ole Selnæs          | 7 juli 1994      | Zürich (-23)   |

| 9  | Norge      | Ole Sæter            | 30 mars 1996     | Ranheim (-21)      |
| 11 | Danmark    | Noah Sahsah          | 8 juli 2005      | FC Köpenhamn (-25) |
| 18 | Norge      | Noah Holm            | 23 maj 2001      | Vitória (-21)      |
| 29 | Slovakien  | Dávid Ďuriš          | 22 mars 1999     | Žilina (-25)       |
| 35 | Norge      | Emil Konradsen Ceïde | 3 september 2001 | Sassuolo (-25)     |
| 39 | Montenegro | Dino Islamovic       | 17 januari 1994  | Kalmar FF (-25)    |
| 45 | Norge      | Jesper Reitan-Sunde  | 31 januari 2006  | Rosenborg BK       |

### Utlånade spelare
| Nr | Land    | Pos | Namn                                                  |
| -- | ------- | --- | ----------------------------------------------------- |
| 17 | Island  | A   | Ísak Þorvaldsson (i Lyngby till 30 juni 2026)         |
| 22 | Sverige | MF  | Henry Sletsjøe (i Kristiansund till 31 december 2025) |
| 44 | Norge   | A   | Magnus Holte (i Hødd till 31 december 2025)           |

| Nr | Land  | Pos | Namn                                                |
| -- | ----- | --- | --------------------------------------------------- |
|    | Norge | A   | Oscar Aga (i Helsingborgs IF till 31 december 2025) |
|    | Norge | F   | Håkon Røsten (i Ranheim till 31 december 2025)      |

### Kända spelare
- John Carew
- Roar Strand
- Odd Iversen
- Bent Skammelsrud
- Fredrik Winsnes
- Erik Hoftun
- Bjørn Otto Bragstad
- Bjørn Tore Kvarme
- Mini Jakobsen
- Harald Martin Brattbakk
- Steffen Iversen
- Per Ciljan Skjelbred
- Jahmir Hyka
- Anthony Annan
- Sigurd Rushfeldt
- Nils Arne Eggen
- Bjørn Wirkola
- Rune Bratseth
- Sverre Brandhaug
- Knut Torbjørn Eggen
- Gøran Sørloth
- Ola By Rise
- Karl Petter Løken
- Kåre Ingebrigtsen
- Vegard Heggem
- Tore André Dahlum
- Runar Berg
- André Bergdølmo
- Jan-Derek Sørensen
- Ørjan Berg
- Alexander Tettey
- Didier Ya Konan
- Mikael Lustig
- Øyvind Storflor
- Frode Johnsen
- Daniel Braaten
- Alexander Søderlund
- Rade Prica
- Jonas Svensson
- Morten Gamst Pedersen
- Markus Henriksen
- Nicki Bille Nielsen
- Ole Selnæs
- Pål André Helland
- Fredrik Midtsjø
- Mike Jensen
- Nicklas Bendtner

### Svenska spelare
- Mikael Dorsin (2004–2007, 2008–2016)
- Fredrik Stoor (2007–2008)
- John Pelu (2008–2009)
- Mikael Lustig (2008–2011)
- Rade Prica (2009–2012)
- Daniel Örlund (2009–2014)
- Rasmus Wiedesheim-Paul (2020–2023)
- Jonathan Augustinsson (2021–2024)
- Henry Sletsjøe (2025–)